# Касерес (Колумбия)
Ка́серес (исп. Cáceres) — муниципалитет в Колумбии в составе департамента Антьокия.

## История
Касерес — одно из старейших европейских поселений в Антьокие. Его история связана с добычей золота и прибывавшими сюда из порта Картахены чернокожими рабами.
Касерес был основан в 1576 году первым губернатором Антьокии Гаспаром де Родасом (1518—1607). В 1903 году Касерес получил статус муниципалитета.

## Географическое положение

Муниципалитет Касерес

Муниципалитет Касерес расположен в департаменте Антьокия, гранича с департаментом Кордова и муниципалитетом Каукасия на севере, с муниципалитетами Каукасия и Сарагоса на востоке, с муниципалитетами Анори и Тараса на юге, с муниципалитетом Тараса и департаментом Кордова на западе. Касерес располагается в 230 километрах от столицы департамента Медельина.

## Население
По данным Национального административного департамента статистики Колумбии, совокупная численность населения муниципалитета в 2012 году составляла 34 865 человек.
Динамика численности населения муниципалитета по годам:
| 2005   | 2006   | 2007   | 2008   | 2009   | 2010   | 2011   | 2012   |
| ------ | ------ | ------ | ------ | ------ | ------ | ------ | ------ |
| 28 945 | 29 709 | 30 511 | 31 344 | 32 178 | 33 043 | 33 950 | 34 865 |

Согласно данным переписи 2005 года мужчины составляли 51,9 % от населения муниципалитета, женщины — соответственно 48,1 %. В расовом отношении белые и метисы составляли 69,6 % от населения муниципалитета; негры — 28,2 %, индейцы — 2,2 %..
Уровень грамотности среди населения старше 5 лет составляла 72,5 %.